# Саарепееді (волость)
Са́арепееді (ест. Saarepeedi vald) — волость в Естонії, одиниця самоврядування в повіті Вільяндімаа з 19 грудня 1991 до 5 листопада 2013 року.

## Географічні дані
Площа волості — 98,3 км2, чисельність населення на 1 січня 2013 року становила 1318 осіб.

## Населені пункти
Адміністративний центр — село Саарепееді.
До складу волості входили 12 сіл (küla):
Айнду (Aindu), Ауксі (Auksi), Вийстре (Võistre), Вялґіта (Välgita), Карула (Karula), Кокавійдіка (Kokaviidika), Моорі (Moori), Пеетрімийза (Peetrimõisa), Саарепееді (Saarepeedi), Таарі (Taari), Тиніссааре (Tõnissaare), Тобраселья (Tobraselja).

## Історія
19 грудня 1991 року Саарепеедіська сільська рада перетворена у волость зі статусом самоврядування.
27 червня 2013 року Уряд Естонії постановою № 108 затвердив утворення нової адміністративної одиниці — волості Вільянді — шляхом об'єднання територій чотирьох волостей: Пайсту, Пярсті, Саарепееді та Війратсі. Зміни в адміністративно-територіальному устрої, відповідно до постанови, набрали чинності 5 листопада 2013 року. Волость Саарепееді вилучена з «Переліку адміністративних одиниць на території Естонії».